# Richard Kind (acteur)
Richard Bruce Kind (Trenton (New Jersey), 22 november 1956) is een Amerikaans acteur en stemacteur.
Kind is het meest bekend van zijn rol als Paul Lassiter in de televisieserie Spin City waar hij in 145 afleveringen speelde (1996-2002).

## Biografie
Kind werd geboren in Trenton (New Jersey) in een gezin van twee kinderen, en groeide op in Bucks County. Kind doorliep de high school aan de Pennsbury High School in Fairless Hills waar hij in 1974 zijn diploma haalde. Hierna ging hij studeren aan de Northwestern-universiteit in Illinois waar hij in 1978 zijn diploma haalde.
Kind is in 1999 getrouwd en heeft hieruit drie kinderen, en leefde met zijn gezin in Santa Monica (Californië). Op zijn huwelijk was George Clooney zijn getuige. In 2018 zijn ze gescheiden van elkaar. Kind is een neef van Barbra Streisand.

## Filmografie

### Films
Selectie:
- 2024 Wolfs - als Kids vader
- 2020 Rifkin's Festival - als vader van Mort
- 2019 Bombshell - als Rudy Giuliani
- 2017 Suburbicon - als John Sears
- 2015 Inside Out - stem Bing Bong
- 2014 Sharknado 2: The Second One - als Harland 'The Blaster' McGuinness
- 2014 The Angriest Man in Brooklyn – als Bix
- 2012 Argo – als Max Klein
- 2011 Cars 2 – als Van (stem)
- 2010 Hereafter – als Christos
- 2010 Toy Story 3 – als Boekenworm (stem)
- 2009 A Serious Man – als oom Arthur
- 2007 Big Stan – als Mal
- 2007 The Visitor – als Jacob
- 2006 Everyone's Hero – als Hobo Andy (stem)
- 2006 The Wild – als Larry (stem)
- 2006 Cars – als Van (stem)
- 2005 Bewitched – als Abner Kravitz
- 2004 Elvis Has Left the Building – als Burning Elvis
- 2004 Garfield – als Dad Rat (stem)
- 2002 Confessions of a Dangerous Mind – als casting man
- 2002 Quicksand – als Kensington
- 1999 Our Friend, Martin – als mr. Willis (stem)
- 1998 A Bug's Life – als Molt (stem)
- 1994 Stargate – als Gary Meyers
- 1994 Jimmy Hollywood – als boze chauffeur
- 1993 Quest of the Delta Knights – als Wamthool

### Televisieseries
Selectie:
- 2021-2024 Mickey Mouse Funhouse - als Cheezel (stem) - 15 afl.
- 2024 Evil - als rechter Jared Jeter - 2 afl.
- 2005-2023 American Dad! – als Tuttle (stem) – 52 afl.
- 2017-2023 Big Mouth - als Marty Glouberman (stem) - 40 afl.
- 2023 Yes We Cannabis - als onderzoeker (stem) - 10 afl.
- 2022-2023 East New York - als inspecteur Stan Yenko - 21 afl.
- 2017-2022 The Goldbergs - als Formica Michael Mikowitz - 8 afl.
- 2002-2021 Curb Your Enthusiasm – als neef Andy – 8 afl.
- 2021 Everything's Gonna Be Okay - als Toby - 6 afl.
- 2018-2020 Summer Camp Island - als diverse stemmen - 7 afl.
- 2017-2020 Tangled: The Series - als oom Monty (stem) - 10 afl.
- 1992-1999 Mad About You – als dr. Mark Devanow – 42 afl.
- 2018-2019 Young Sheldon - als Ira Rosenbloom - 3 afl.
- 2019 Brockmire - als Gus Barton - 6 afl.
- 2018-2019 Law & Order: Special Victims Unit - als William Biegel - 3 afl.
- 2014-2019 Gotham - als burgemeester Aubrey James - 13 afl.
- 2019 The Other Two - als Skip Schamplin - 4 afl.
- 2017 I'm Dying Up Here - als Marty Dansak - 5 afl.
- 2016-2017 Lego Star Wars: The Freemaker Adventures - als diverse stemmen - 7 afl.
- 2017 Jeff & Some Aliens - als Stanley (stem) - 5 afl.
- 2014-2017 Red Oaks - als Sam Meyers - 22 afl.
- 2014-2015 Randy Cunningham: Ninja op School - als Mort Weinerman (stem) - 5 afl.
- 2015 What's Your Emergency - als Devon Micketty - 2 afl.
- 2013 Golden Boy – als Paul Daly – 3 afl.
- 2011-2012 Luck – als Joey Rathburn – 10 afl.
- 2009-2011 The Penguins of Madagascar – als Roger (stem) – 6 afl.
- 2010 Burn Notice – als Marv – 3 afl.
- 2003-2007 Kim Possible – als Frugal Lucre – 5 afl.
- 2006 Stargate Atlantis - als Lucius Lavin - 2 afl.
- 2003-2004 Scrubs – als Harvey Corman – 4 afl.
- 1996-2002 Spin City – als Paul Lassiter – 145 afl.
- 1995 A Whole New Ballgame – als Dwight Kling – 7 afl.
- 1993-1995 The Commish – als Alex Beebee – 6 afl.
- 1994 Blue Skies – als Kenny – 8 afl.
- 1989 Unsub – als Jimmy Bello – 8 afl.

## TheaterwerkBroadway
- 2019 Kiss Me, Kate - als tweede man (understudy)
- 2013 The Big Knife – toneelstuk – als Marcus Hoff
- 2005-2006 Dirty Rotten Scoundreis – musical – als Andre (understudy)
- 2004 Sly Fox – toneelstuk – als Foxwell J. Sly
- 2001-2007 The Producers – musical – als Max Blaystock (understudy)
- 2000-2002 The Tale of the Allergist's Wife – toneelstuk – als Ira (understudy)

- Biblioteca Nacional de España: XX4989136
- Bibliothèque nationale de France: cb13983350w (data)
- Gemeinsame Normdatei: 134786203
- International Standard Name Identifier: 0000 0001 2117 4665
- Library of Congress Control Number: n97107205
- MusicBrainz: 9b298ef9-5cb4-4f35-9e13-b790197e411c
- Nationale Bibliotheek van Israël: 987007439993005171
- Système universitaire de documentation: 145181863
- Virtual International Authority File: 205329
- WorldCat: E39PBJmp9r7ckMxQMMbD7PxJjC